# Roque Pérez (Buenos Aires)
Roque Pérez is een plaats in het Argentijnse bestuurlijke gebied Roque Pérez in de provincie Buenos Aires. De plaats telt 8.354 inwoners.